# Distretto di Türkeli
Il distretto di Türkeli (in turco Türkeli ilçesi) è uno dei distretti della provincia di Sinope, in Turchia.